# Ford Maverick (2021)
Pour les articles homonymes, voir Ford Maverick.
Le Ford Maverick est un pick-up tout-terrain produit par le constructeur automobile américain Ford à partir de 2021. Il est le cinquième modèle de Ford à prendre le patronyme de Maverick, après la berline de 1969 à 1979, et les deux génération de SUV vendus en Europe de 1993 à 2007.

## Présentation
Le Ford Maverick est présenté le 8 juin 2021. Ford a d'abord annoncé en janvier 2019 son intention de lancer un pick-up compact basé sur la plate-forme C2 de Ford utilisée par la Ford Focus, simultanément à l'apparition des premiers prototypes de pré-production. En juillet 2020, une photo du hayon a été divulguée depuis les usines de production, confirmant en même temps que le pick-up recevra le nom Ford Maverick, qui était autrefois utilisé pour une voiture compacte dans les années 1970.
Le Maverick sera produit à Hermosillo Stamping and Assembly au Mexique aux côtés du Ford Bronco Sport pour les marchés automobiles d'Amérique du Nord et d'Amérique du Sud,.

## Caractéristiques techniques
Il se place sous le Ranger (5,40 m) dans la gamme du constructeur avec ses 5,08 m.

### Motorisations
Le Ford Maverick est disponible avec deux motorisations, un essence et un essence hybride rechargeable. Le premier est un 4-cylindres 2.0 EcoBoost de 225 ch associé à une boîte automatique et une transmission intégrale ou traction. Le second est un 4-cylindres 2.5 PowerSplit PHEV de 190 ch, que l'on retrouve sur le Ford Kuga III commercialisé en Europe, avec une boîte à variation continue e-CVT et uniquement en traction.

## Niveaux de finition
Le Maverick est disponible en trois niveaux de finition : XL, XLT et Lariat, avec un modèle First Edition en production limitée également disponible au lancement basé sur la finition Lariat. Dans tous les modèles, l'équipement standard comprend le système d'infodivertissement à écran tactile Ford SYNC 3 avec intégration filaire pour smartphone Apple CarPlay et Android Auto et un modem FordPass 4G LTE intégré, vitres, rétroviseurs extérieurs et serrures électriques, climatisation et un volant multifonction. L'équipement optionnel (selon le niveau de finition) comprend un système audio Bang & Olufsen haut de gamme avec huit haut-parleurs et un amplificateur, un système d'accès et d'entrée sans clé, sièges avant chauffants, un système de démarrage à distance du véhicule, une finition de remorquage, régulateur de vitesse, une lunette arrière coulissante manuellement, un toit ouvrant électrique, Sirius XM Radio satellite et la suite de technologies d'aide à la conduite CoPilot360 de Ford.
Le moteur essence quatre cylindres de 2,5 litres avec moteur électrique hybride et transmission e-CVT est un équipement standard sur tous les modèles de Maverick, tandis que le moteur essence quatre cylindres turbocompressé EcoBoost de 2,0 litres est en option. Le moteur turbo produit 245 ch (248 PS; 183 kW) et 373 N⋅m (38,0 kg⋅m) de couple, associé à une transmission automatique à 8 vitesses. Tous les modèles de Maverick utilisent un sélecteur de vitesse à bouton rotatif situé sur la console centrale. La traction avant est de série sur tous les modèles, tandis que la traction intégrale est en option mais uniquement pour les variantes à moteur EcoBoost.